# Юдин, Анатолий Кузьмич
Анато́лий Кузьми́ч Ю́дин (10 июня 1947, Сталинабад — 7 января 2003, Самара) — советский футболист, полузащитник и нападающий.

## Биография
Воспитанник юношеской команды «Металл» из города Куйбышев, первый тренер Николай Смолев. С 1965 играл в дубле куйбышевской команды «Крылья Советов». В 1967—1968 сыграл за «Крылья Советов» 3 матча в Высшей лиге. 28 июня 1968 года вышел на поле против ашхабатского «Строителя» в матче 1/16 Кубка СССР.